# Schinveld
Schinveld (Limburgs: Sjilvend) is een landelijk gelegen dorp in de gemeente Beekdaelen. Van 1 januari 1982 tot 31 december 2018 was het de hoofdplaats van de gemeente Onderbanken in Nederlands-Limburg. Het dorp ligt tegen de Duitse grens. Toen Schinveld nog viel onder de gemeente Onderbanken, bevond het gemeentehuis zich in Schinveld. Het dorp telt 4.705 inwoners en is de een na grootste kern van Beekdaelen.

## Geschiedenis
Het huidige Schinveld ontstond in de late middeleeuwen op een kruising van wegen uit de eerdere nederzetting aldaar. De eerste vermelding is in de 11e eeuw. Er is een romeins graf gevonden. Waarschijnlijk zijn enkele straten secundaire Romeinse wegen die de verschillende heerbanen Xanten-Heerlen (waarschijnlijk in de Kling) en de via Belgica en de wegen langs de Rijn in Duitsland met elkaar verbonden. In de vroege Middeleeuwen was er een uitgebreide pottenbakkersindustrie die zelfs in de verre omgeving verhandeld werd. In Denemarken zijn deze potten zelfs terug gevonden gemaakt uit blauwe klei.
In 1609 werd de schepenbank van Brunssum, bestaande uit Brunssum, Schinveld en Jabeek, door de Spaanse regering verpand aan Arnold III Huyn van Geleen en verheven tot de heerlijkheid Brunssum. In 1664 ging deze heerlijkheid op in het graafschap Geleen en Amstenrade.
Per 1796, aan het einde van het ancien régime, werd Schinveld een zelfstandige gemeente, die op 1 januari 1982 opging in de gemeente Onderbanken. Die gemeente ging in 2019 weer op in de gemeente Beekdaelen.
Schinveld was vanouds een klein dorp, maar de steenkoolwinning, met name de bedrijvigheid van nabijgelegen Staatsmijn Hendrik te Brunssum, zorgde voor sterke uitbreiding. Schinveld groeide uit tot de belangrijkste kern van de voormalige gemeente Onderbanken.

## Bezienswaardigheden
- De Sint-Eligiuskerk, neogotisch bouwwerk van 1890 met toren die in kern laatgotisch is. Deze staat op de plek van de eerdere kerk uit de 14e eeuw. De toren is van binnen nog origineel uit de 14e eeuw. De wijwater bakken achter in de kerk zijn waarschijnlijk van de nog eerdere romaanse kerk. Naar de historicus Pater Bosch staat de kerk op de plek van een eerdere Romeinse Diana-tempel gezien het verloop van de Rode beek die kunstmatig is afgetakt en voor en achter de kerk loopt.
- De Pius X-kerk van 1956, gesloopt in 2000.
- Groot Mariabeeld aan de Mariabergstraat.
- Mariakapel aan de Koeweg, kleurige niskapel van 1958, vervaardigd van natuursteentjes.
- Mariakapel in de wijk Laevenweide, niskapel van 1995, in een muur aan Aan 't Kapelke.
- Heilig Hartbeeld, van 1934, aan kruising Kloosterstraat/Schoolstraat.
- Huis ter Hallen, van 1768, woonhuis, aan Eindstraat 4.
- Schinvelder Huuske, 18e-eeuwse hoeve aan Brunssumerstraat 65a.
- Brunssumerstraat 46, gesloten hoeve uit de eerste helft van de 19e eeuw.
- Voormalige Stoombierbrouwerij "Cambrinus", van 1869, aan Ter Hallen 5.
- Voormalig Liefdesgesticht, aan Kloosterlaan 6-7a, van 1919, door brand verwoest in 2012, gesloopt in 2013.
- Brommler Mühle en Etzenrather Mühle zijn twee voormalige watermolens op de Roode Beek, gelegen juist over de grens in de Duitse gemeente Gangelt.
- De Bovenste Molen en de Onderste Molen zijn twee verdwenen watermolens op de Roode Beek, ten zuiden van de dorpskern.
- Een klein openluchtmuseum, Nonke Buusjke genaamd, bevindt zich in de Schinveldse Bossen.
- Lammerschans, Vijfsprongschans en Russcherleen, drie boerenschansen in de Schinveldse Bossen.
- De Vossenberg, restant van een motte, ten zuidwesten van Schinveld.

Zie ook
- Lijst van rijksmonumenten in Schinveld

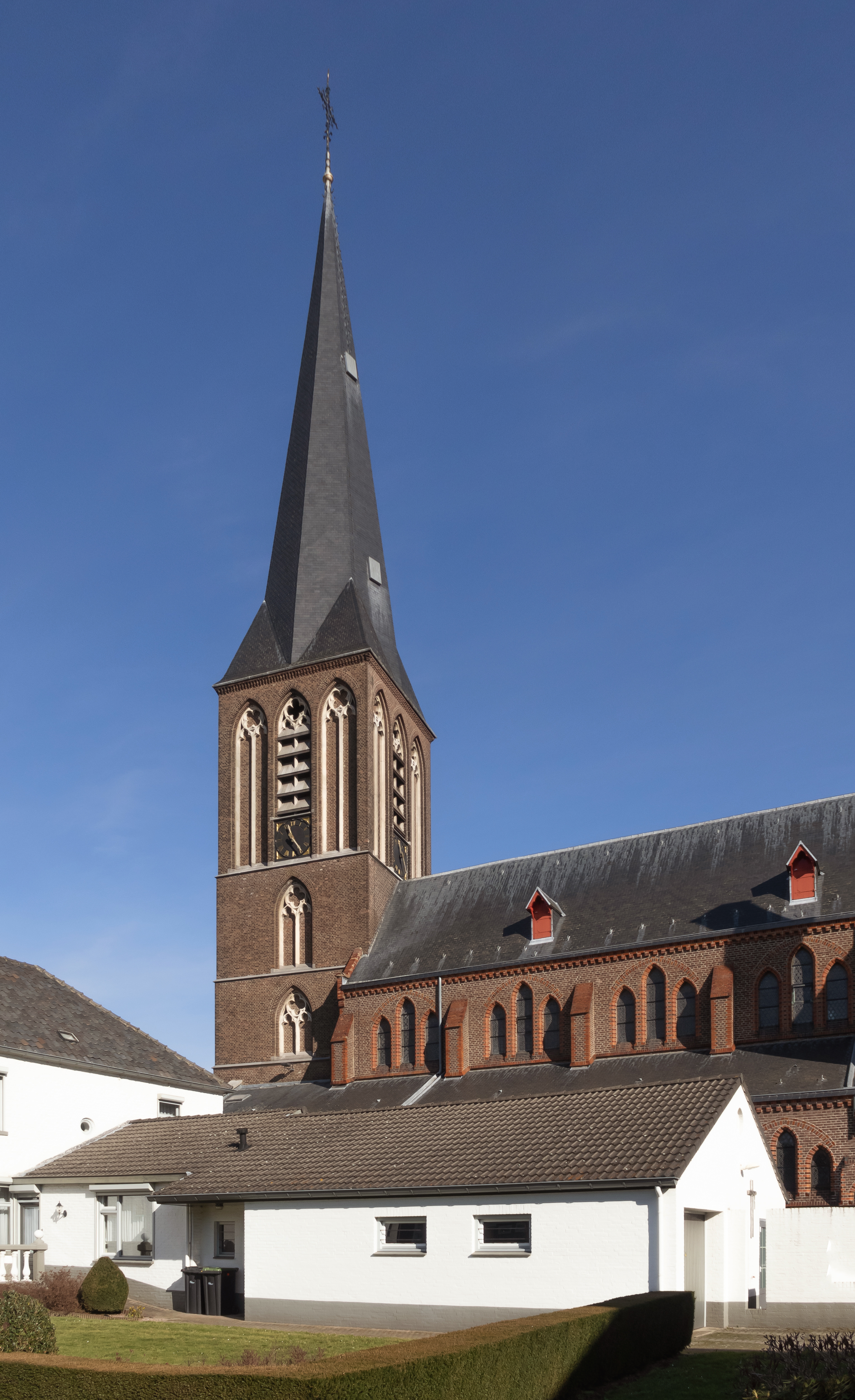
Sint-Eligiuskerk
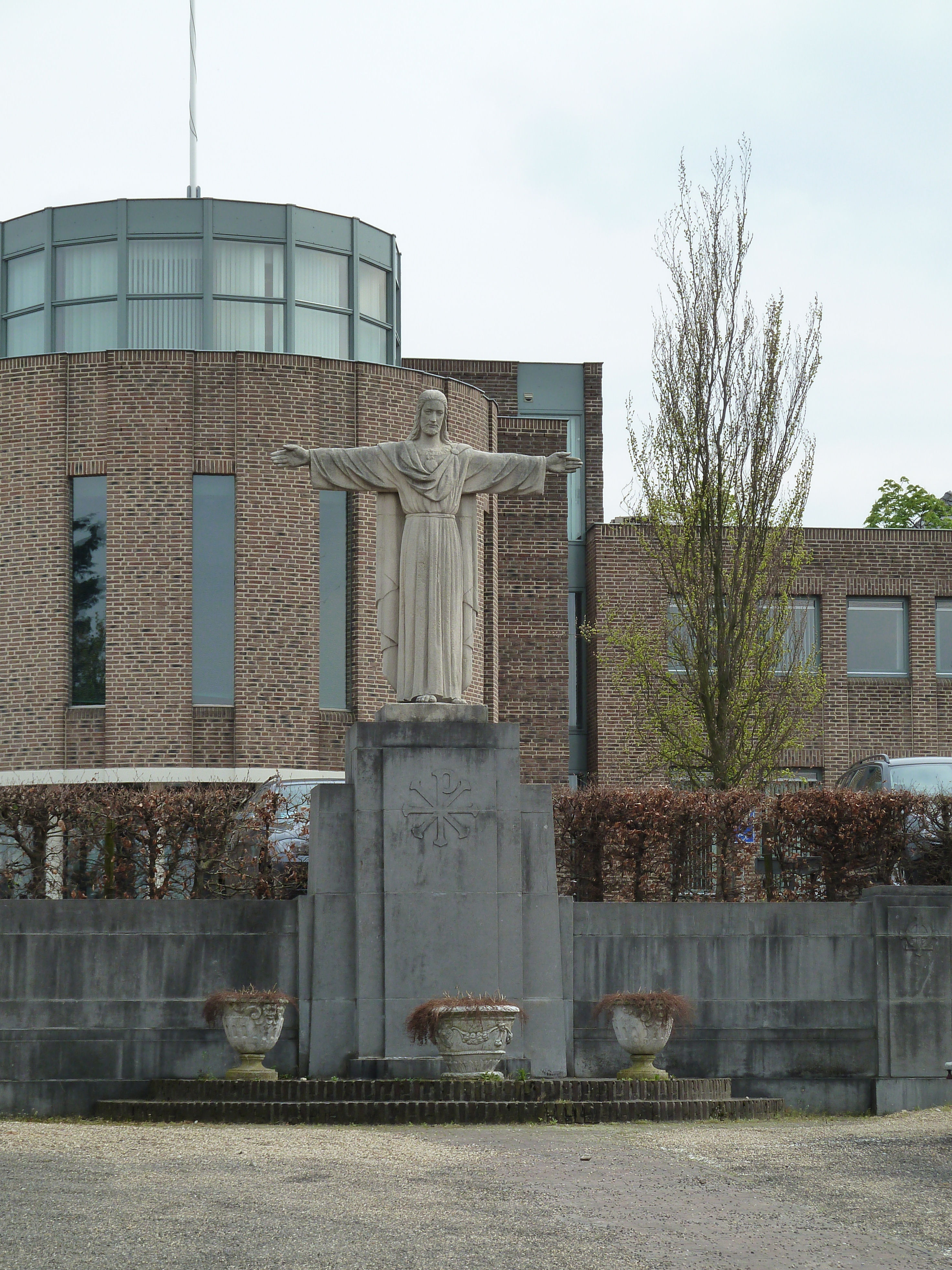
Beeld aan de Kloosterlaan-Schoolstraat
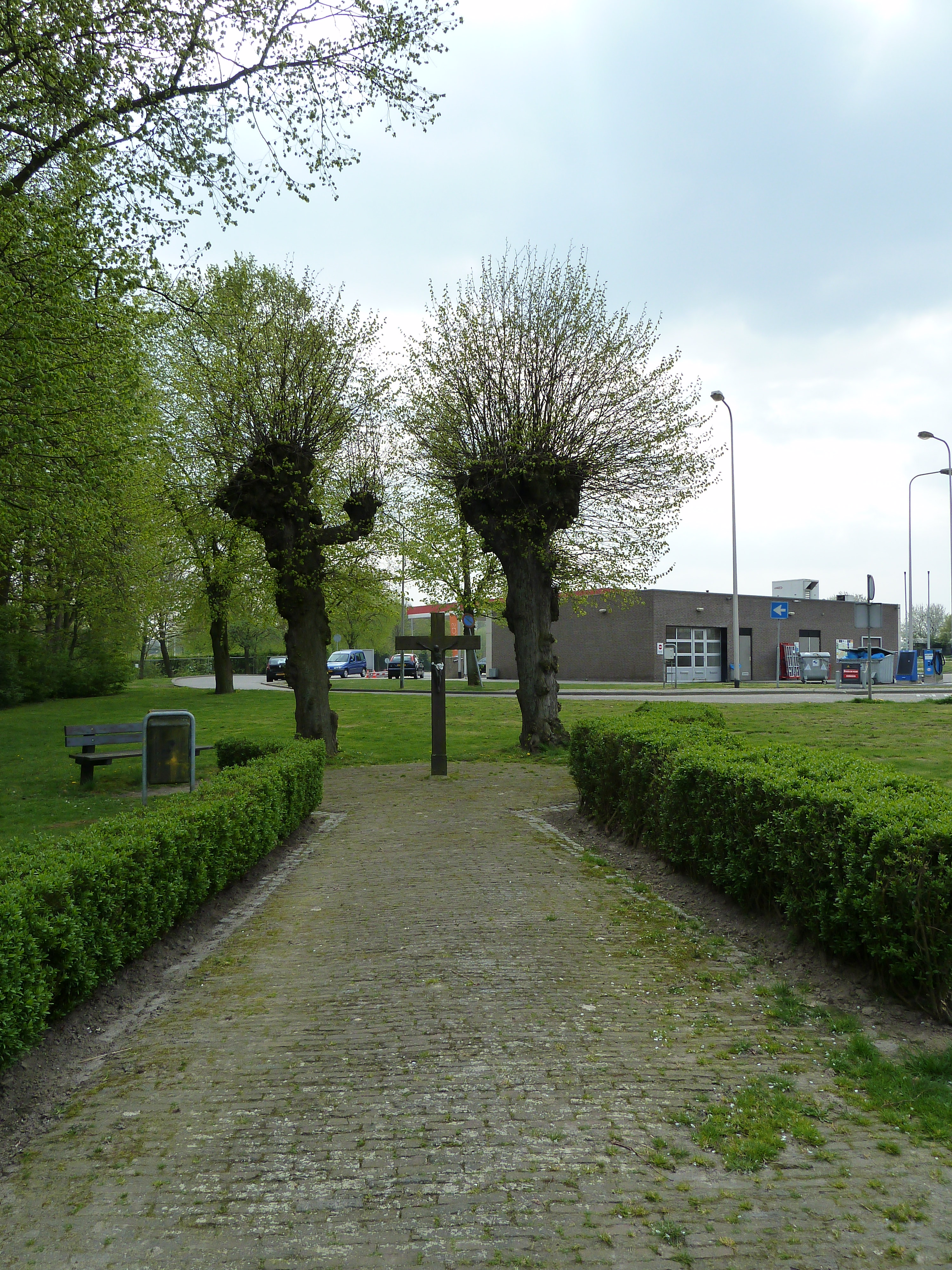
Wegkruis aan de Brunssummerstraat

## Natuur en landschap
Schinveld ligt in het Bekken van de Roode Beek op een hoogte van ongeveer 60 meter. Ten noorden van Schinveld, ongeveer samenvallend met de Duits-Nederlandse grens, loopt de Roode Beek met natuurgebied Bekken van de Roode Beek. In het oosten en deels in het zuiden ligt het natuurgebied Schinveldse Bossen, een bosgebied met enkele voormalige kleigroeven.
De Roode Beek stroomt door Schinveld en neemt de Merkelbekerbeek daar in zich op. Ten zuidoosten van Schinveld ligt het natuurgebied Rüschergroeve, een voormalige kleigroeve.

## De AWACS-problematiek
Schinveld ligt onder de aanvliegroute van AWACS-vliegtuigen naar Geilenkirchen. In december 2005 werd een deel van de Schinveldse Bossen in deze aanvliegroute door actievoerders van GroenFront! bezet om de kap van bomen tegengegaan; in januari 2006 werd dit deel van het bos ontruimd en gekapt.
Op 18 juli 2007 heeft de Raad van State de bezwaarmakers rond de bomenkap in het gelijk gesteld. In de bezwaarprocedure die onder meer de gemeente Onderbanken en de Vereniging STOP awacs tegen het Ministerie van VROM hadden aangespannen. De Raad oordeelde dat in 2006 ten onrechte de NIMBY-procedure is toegepast. Daarmee werd de gemeente buitenspel gezet en kon 6 hectare bos worden gekapt. Volgens de Raad was er geen noodzaak om deze procedure uit te voeren. Bovendien heeft de Minister haar besluit onzorgvuldig voorbereid. De uitspraak houdt ook in dat er geen enkele boom meer mag worden gekapt. Er is geen beroep mogelijk.

## Verenigingsleven en folklore
In het natuurgebied van Schinveld bevindt zich sinds 1974 de zweefvliegclub Eerste Limburgse Zweefvliegclub (ELZC).
In Schinveld bestaat al meer dan 60 jaar de traditie van de Denne-strijd. Meivereniging "De Jonkheid" en vereniging "De Getrouwden" leveren twee weken lang een dynamische "strijd" om de meiboom in hun bezit te krijgen. Op 30 april om 12 uur is de winnaar bekend en gezamenlijk wordt om 21 uur de mei-den opgezet op "De Platz".
Er zijn ook verschillende verenigingen in Schinveld te vinden waaronder de voetbalclub R.K.S.V Olympia Schinveld.

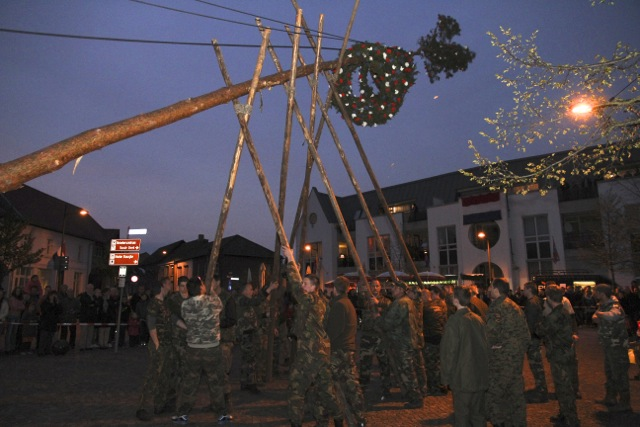
Opzetten van de Mei-den na 2 weken Dennestrijd
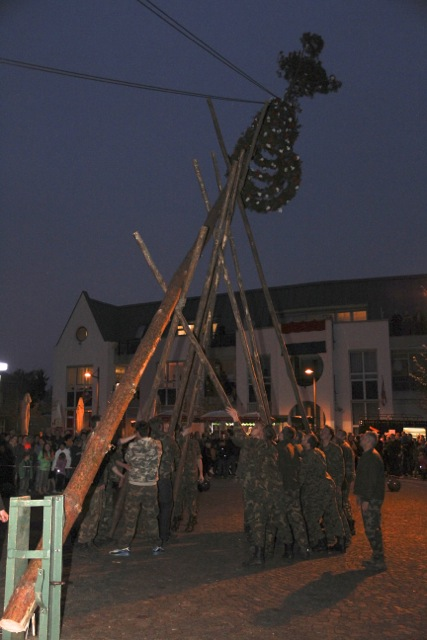
De mei-den staat bijna op zijn plek
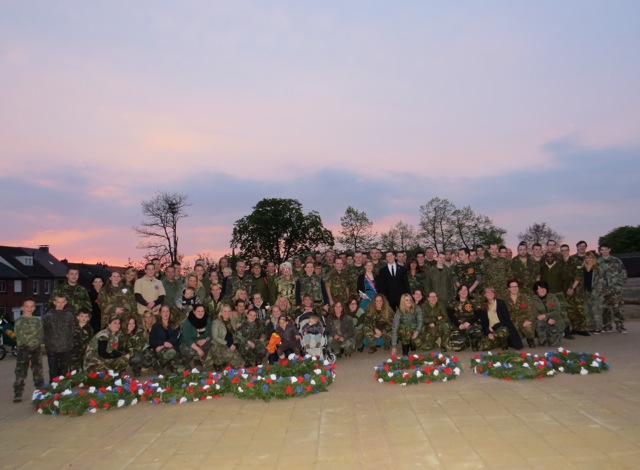
Groepsfoto "De Jonkheid" en "De Getrouwden"

## Nabijgelegen kernen
Süsterseel, Gangelt, Jabeek, Bingelrade, Brunssum